# Суперкубок Південної Кореї з футболу 2002
Суперкубок Південної Кореї з футболу 2002 — 4-й розіграш турніру. Матч відбувся 10 березня 2002 року між чемпіоном Південної Кореї клубом Соннам Ільва Чунма та володарем кубка Південної Кореї клубом Теджон Сітізен.
| Володар Суперкубка Південної Кореї 2002 |
| --------------------------------------- |
|                                         |
| Соннам Ільва Чунма Перший титул         |

## Матч

### Деталі
| 10 березня 2002 |

| Соннам Ільва Чунма | 1:0 | Теджон Сітізен |
| ------------------ | --- | -------------- |
| Дракулич 90'       |     |                |

| Соннам 2 Спорткомплекс, Соннам Глядачів: 14 450 |